# Plage des Raisins Clairs
La plage des Raisins Clairs est une plage de sable fin protégée par une barrière de corail, située à Saint-François, en Guadeloupe. 

## Histoire
Un cimetière d'esclaves a été mis au jour sur la plage en 2013,. Parmi les pièces rares y a été trouvé en 1992 un carcan d'un diamètre de 22 cm et pesant près de 4 kg, relié à un crane.